# Historia kolei w Australii i Oceanii

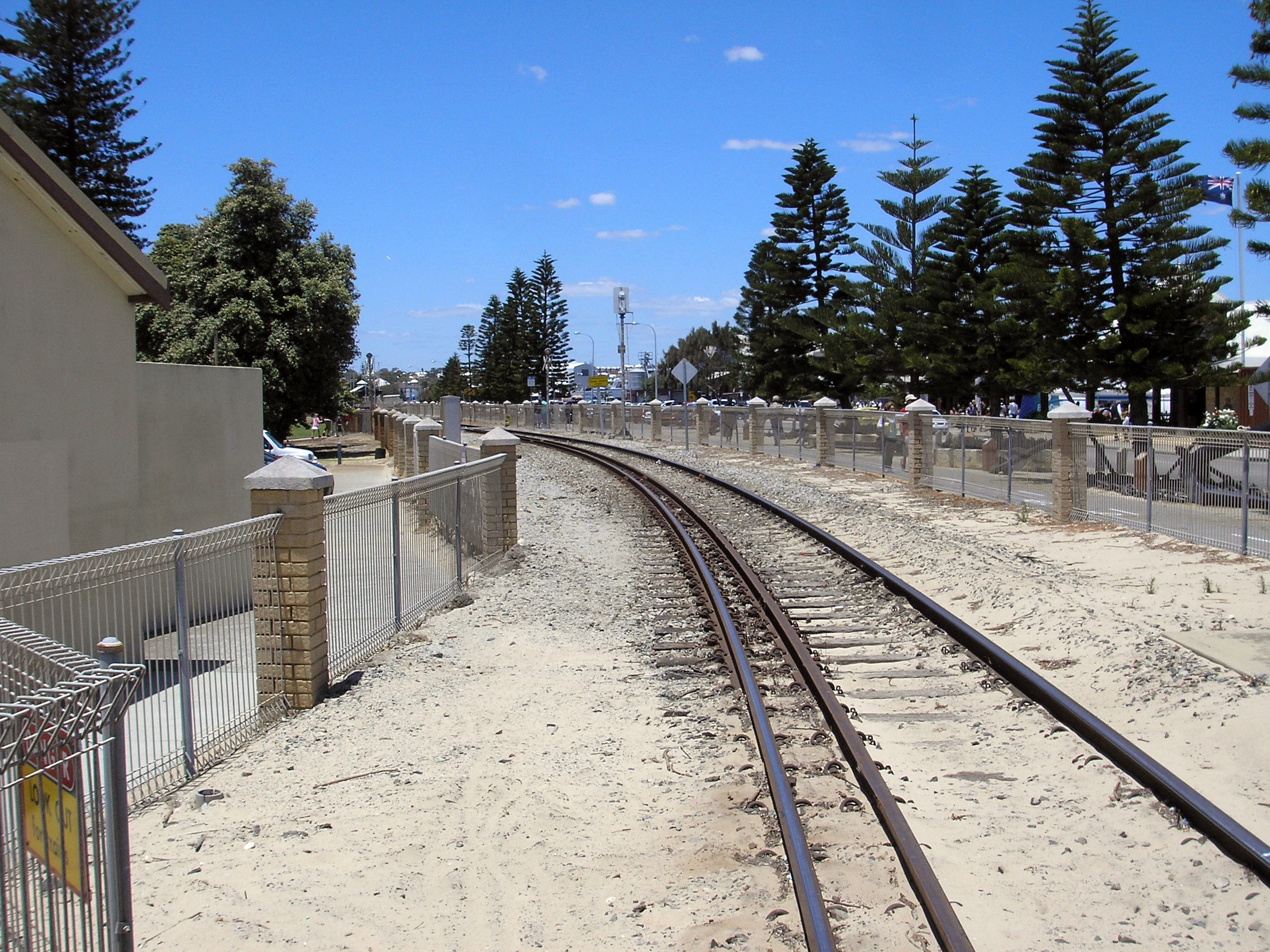
Australia Zachodnia, tor dwóch rozstawów ze splotem

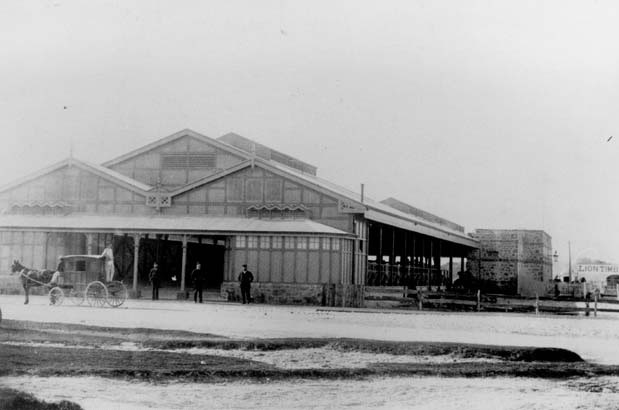
Perth, pierwszy dworzec Fremantle z 1881 r.

Melbourne – dworzec Flinders Street. Widoczne tramwaje linowe i elektryczne (zdjęcie z 1927 r.

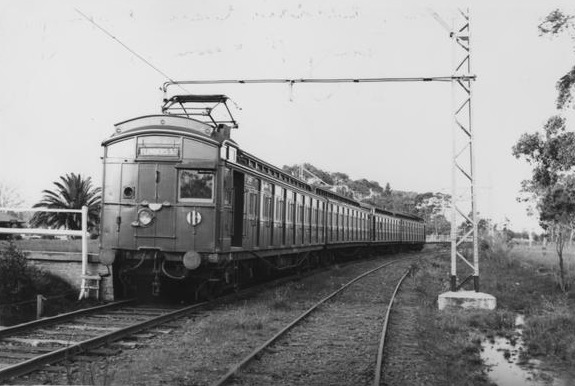
Wczesny EZT sieci podmiejskiej Melbourne, 1938 r.

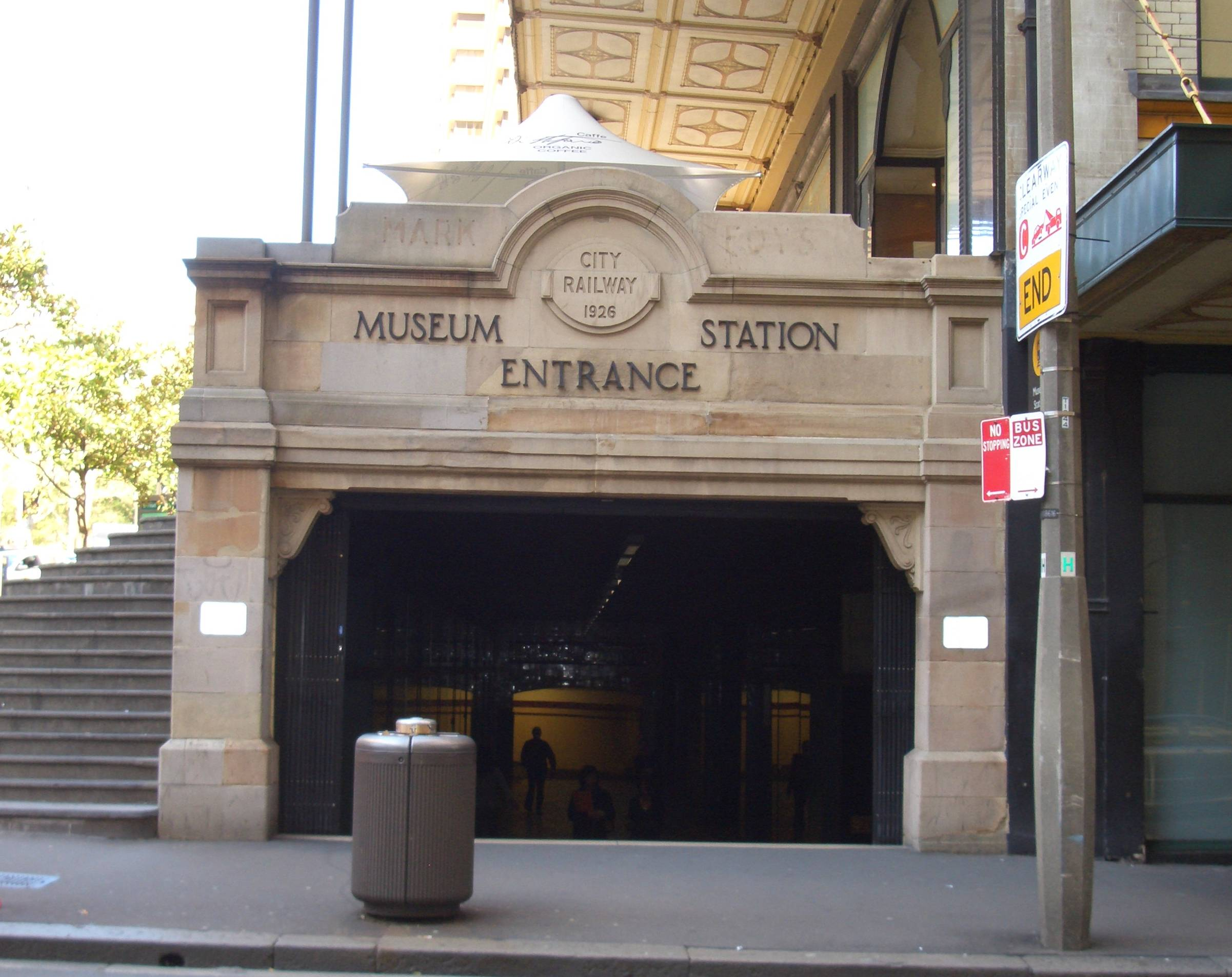
Sydney, wejście do stacji Museum na City Circle

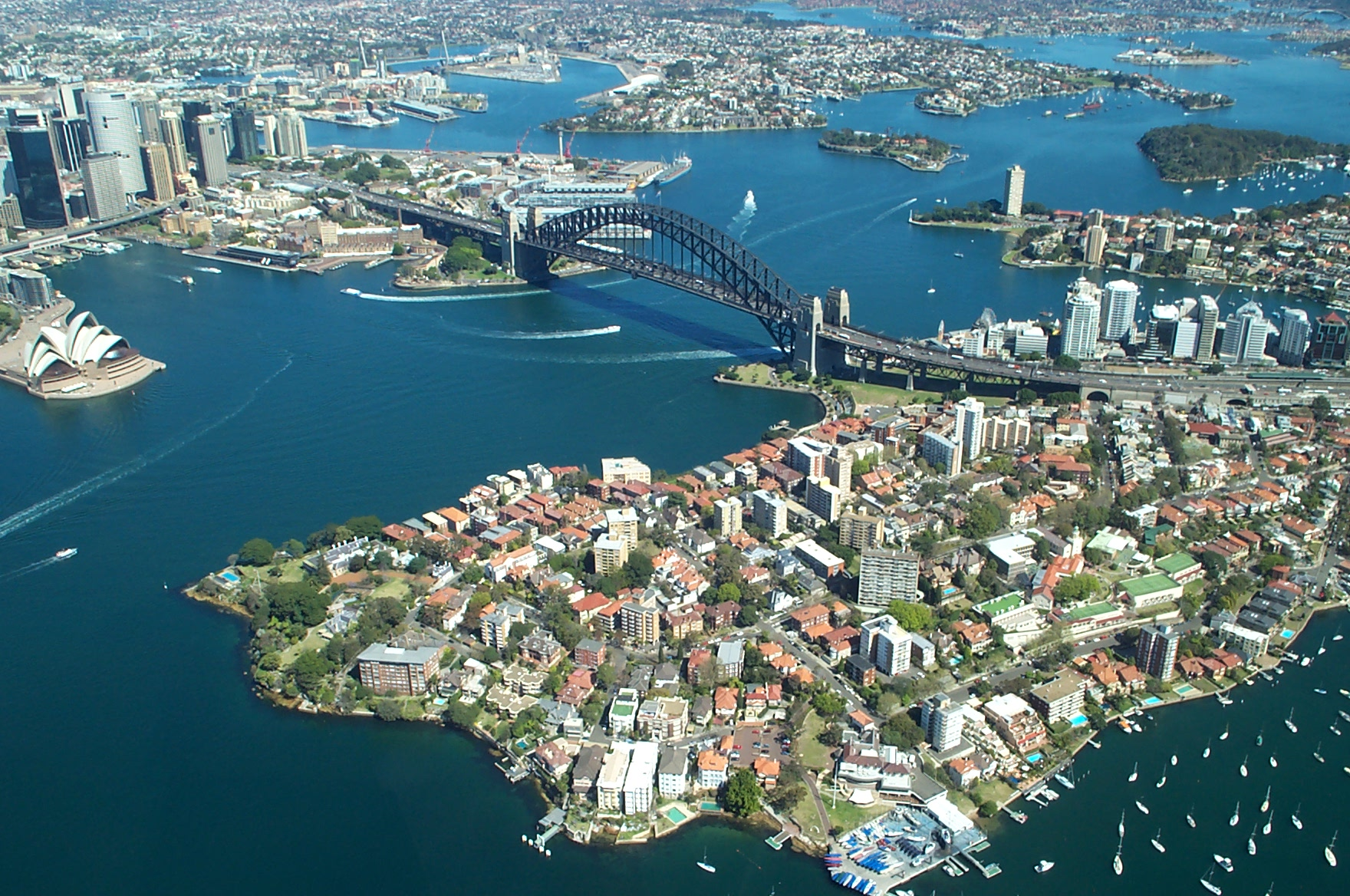
Sydney Harbour Bridge z 1932 r. jest również mostem kolejowym. W lewym górnym rogu zdjęcia widoczna stacja Circular Quai na linii City Circle

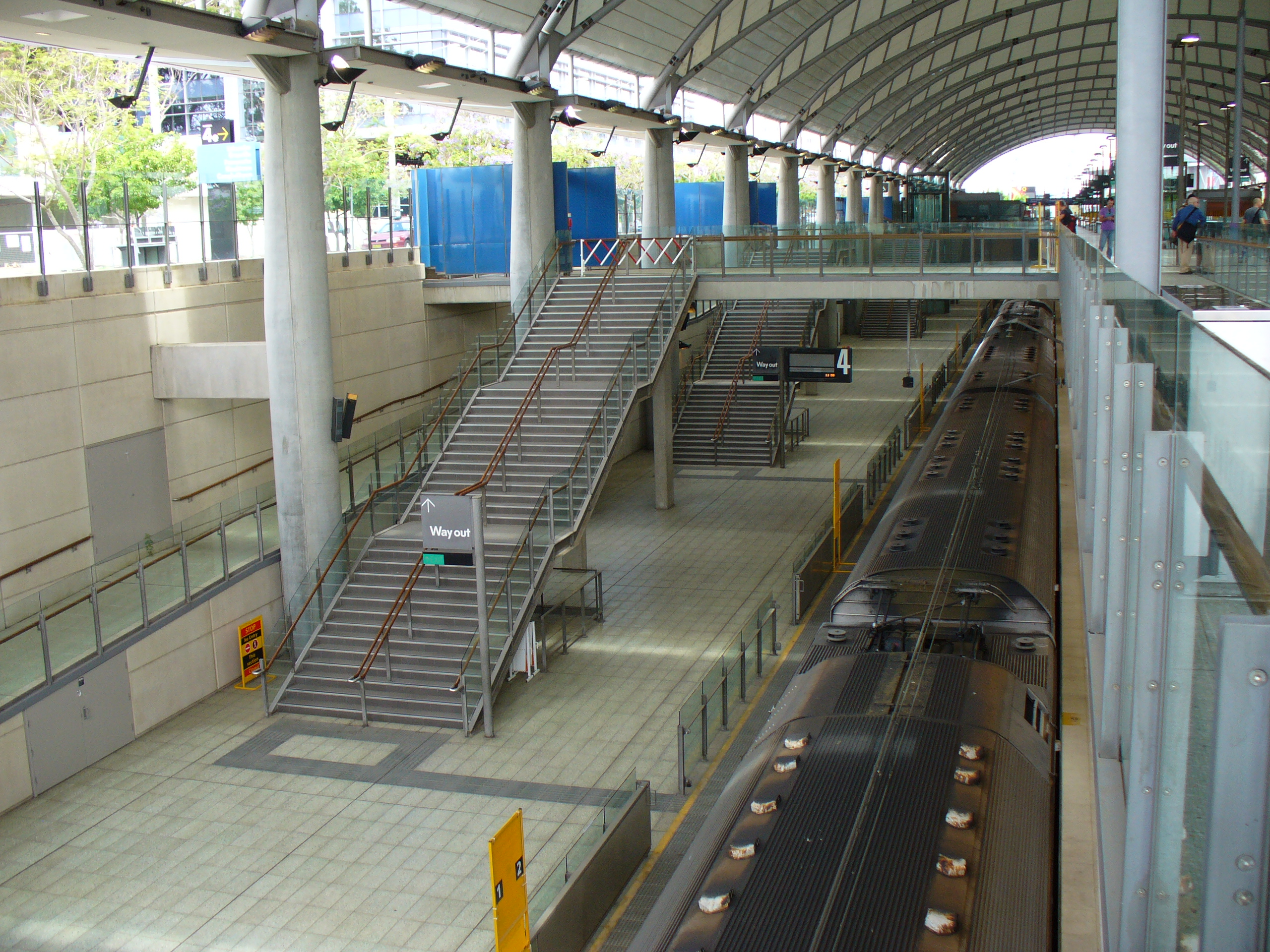
Sydney, stacja Olympic Park z 2000 r.

## Synteza
Spośród dużych państw, Australia i Nowa Zelandia zbudowały najwięcej kolei w stosunku do liczby mieszkańców.

### Australia
Rozwój kolei w Australii można ogólnie podzielić na etap pierwszy kształtowania się sieci w poszczególnych koloniach (potem stanach), oraz etap drugi – kształtowania się sieci kontynentalnej.
Rozwój kolei w poszczególnych koloniach przebiegał indywidualnie. Australia była bliska przyjęcia jednego rozstawu toru. Byłby nim „tor irlandzki” (1600 mm), zastosowany w Wiktorii i Australii Południowej, jednak Nowa Południowa Walia w ostatniej chwili zmieniła rozstaw pierwszej linii na normalny (1435), idąc za sugestią rządu brytyjskiego, który chciał ujednolicić rozstaw w całym kraju. Decyzja została jednak podjęta za późno: dwie pozostałe kolonie zamówiły już tabor szerokotorowy.
W Queensland do budowy sieci użyto w 1865 r. toru wąskiego 1067 mm (uznaje się, że był to pierwszy przypadek użycia tego rozstawu na świecie). Taki sam rozstaw przyjęto dla sieci Australii Zachodniej i drugorzędnych linii Australii Południowej. Współistnienie wielu rozstawów powodowało konieczność przesiadania się na licznych dworcach „brake-of-gauge” w podróżach międzystanowych w czasach gdy kolej była podstawowym środkiem transportu na kontynencie.
Etap drugi charakteryzuje się ekspansją linii transkontynentalnych toru normalnego. Pierwszym krokiem była budowa Transaustralian Rly. (1917), połączenie normalnotorowe Melbourne – Sydney ukończono w 1962) r., w 1970 połączenie Sydney – Perth, w 1985 – Sydney – Adelajda, a 2003 ukończono linię do Darwin, od Alice Springs budowaną od razu jako normalnotorowa. Zabiegi te pozwalają na stworzenie wydajnego systemu kolei towarowej; międzystanowy ruch pasażerski ma obecnie w Australii znaczenie marginalne.
Lata 90. XX w. przyniosły w większości stanów prywatyzację usług kolejowych, zwłaszcza towarowych, jak również otwarcie tras dla przewoźników z innego stanu. Queensland i Nowa Południowa Walia prywatyzacji nie przeprowadziły.

### Nowa Zelandia
Mimo rozbicia geograficznego na dwie wyspy, sieć kolejowa została zbudowana z ujednoliconym rozstawem torów 1067 mm (początkowy system szerokotorowy w okolicach Christchurch został szybko przekuty na tor wąski). Budowa kolei nowozelandzkich wymagała poważnych dzieł inżynierskich, takich jak wiadukty i tunele; wśród nich wyróżnia się „spirala Raurimu” (Wyspa Północna) i tunel Otira (Wyspa Południowa). Obecnie system jest przede wszystkim towarowy, pasażerskie przewozy międzyregionalne właściwie nie istnieją (nieliczne pociągi mają charakter atrakcji turystycznej). Rośnie natomiast popularność kolei aglomeracyjnych w Auckland (system spalinowy, przewidziany do elektryfikacji) i w Wellington (system elektryczny).
Przeprowadzona w l. 90. pełna prywatyzacja kolei (wraz z wydzierżawieniem infrastruktury) nie była udana. Od 2003 r. na kolei pojawił się nowy przewoźnik, a infrastruktura powróciła pod zarząd państwowy.

## Wydarzenia

### Australia
- 1854 – otwarcie towarowo-pasażerskiej kolei konnej Port Elliot & Goolwa Rly. (Australia Południowa);
- 12 IX 1854 – otwarcie kolei parowej Melbourne & Hobson’s Bay Rly. Flinders Street – Port Melbourne (4 km) w Melbourne na torze o rozstawie „irlandzkim” (1600 mm); lokomotywa f-my „Robertson, Martin & Smith” (pierwszy parowóz australijski); linia zapoczątkowała serię kolei na przedmieściach Melbourne, budowanych początkowo przez różne prywatne towarzystwa; 1859 – powstanie państwowych Victorian Rlys. (VR), które stopniowo przejmują zbankrutowane koleje i budują nowe linie;
- 1855 – otwarcie pierwszej kolei w Nowej Południowej Walii, linia Sydney – Parramatta Junction; kolej normalnotorowa, rządowa New South Wales Government Rlys. (NSWGR); 1881 – przedłużenie do Albury na granicy stanu Victoria, powstanie tzw. Main Western Line; 1883 – styk z siecią szerokotorową VR;
- 1856 – Australia Południowa: otwarcie pierwszej kolei parowej Adelaide – Port Adelaide; tor 1600 mm.

Z wyjątkiem linii zbiegających się w Adelajdzie, koleje stanu Australia Południowa budowane były jako wąskotorowe (1076 mm).
- 1861 – Sydney: pierwszy tramwaj (konny) w Australii; Sydney uzyskało później system tramwajów parowych, największy na świecie. Sieci tramwajowe założono w 12 miastach; przetrwała do chwili obecnej tylko sieć w Melbourne oraz linia tramwaju dojazdowego w Adelajdzie;
- 1865 – otwarcie pierwszej kolei w Queensland Ipswich – Grandchester; tor o rozstawie 1067 mm zastosowany po raz pierwszy na świecie; linia wydłużona do Brisbane 1876; do Wallangarra (styk z siecią normalnotorową Nowej Południowej Walii) – 1887;
- 1870 – Nowa Południowa Walia: ukończenie przejścia przez Blue Mountains między Penrith i Lithgow; linia poprowadzona z zygzakowaniem ze spadkami sięgającymi 3,3%. Eksploatowana do 1910, kiedy zbudowano trasę przez tunele (Ten-Tunnel Deviation); po 1975 linia reaktywowana na torze 1067 mm kolejka turystyczna Zig-Zag Rly.;
- 1871 – Australia Zachodnia: na południe od Perth pierwsze koleje prywatne do przewozu drewna;
- 1871 – Tasmania: otwarcie prywatnej kolei szerokotorowej (1600 mm) – linia Deloraine – Launceston (Launceston & Western Rly.); upaństwowienie 1872; przekucie na tor 1067 mm 1888;
- 1876 – Tasmania: otwarcie linii Hobart – Evandale na torze 1067 mm (Tasmanian Main Line Co.); początek sieci wąskotorowej na wyspie; upaństwowienie 1890 (Tasmanian Government Rlys.);
- 1879 – Australia Zachodnia: otwarcie pierwszej kolei rządowej Geraldton – Northampton (tor 1067 mm; zamkn. 1957); rozbudowa sieci w l. 80.;
- 1885 – Melbourne: otwarcie pierwszej linii tramwajów linowych; ich system został do 1940 zastąpiony przez trakcję elektryczną; obecnie sieć tramwajowa w Melbourne należy do najdłuższych na świecie;
- 1887 – powiązanie szerokotorowej sieci stanów Victoria i Australia Południowa w Serviceton;
- 1889 – Nowa Południowa Walia: ukończenie Main North Line między Sydney i Wallangarra, budowanej od 1857 (NSWGR); styk z siecią wąskotorową QR;
- 1917 – otwarcie Transaustralian Railway między Kalgoorlie i Port Augusta długości 1680 km, z torem normalnym; linia ma najdłuższy prostoliniowy odcinek na świecie: 497 km; 1968 – wydłużenie toru normalnego do Perth; szacuje się, że kolej ta przewozi 80% towarów do i z Australii Zachodniej;
- 1919 – Melbourne: pierwsza elektryfikacja linii podmiejskiej (sieć górna, =1500 V);
- 1926 – Sydney: otwarcie pierwszych linii zelektryfikowanych sieci podmiejskiej; otwarcie pierwszego odcinka City Circle (ukończonej 1956);
- 1929 – kolej wąskotorowa dociera do Alice Springs (Central Australian Rly.);
- 1929 – Queensland: podłączenie sieci lokalnej okolic Cairns do sieci stanowej;
- 1932 – Sydney: otwarcie Harbour Bridge ze średnicową linią kolejową;
- 1932 – ukończenie North Coast Line między Newcastle i Brisbane: połączenia normalnotorowego wchodzącego w głąb stanu Queensland (pocz. budowy 1905);
- 1962 – ukończenie połączenia normalnotorowego między Albury i Melbourne;
- 1970 – otwarcie normalnotorowego odcinka Port Pirie – Broken Hill, kończącego budowę trasy Sydney – Perth;
- 1979 – Brisbane: elektryfikacja pierwszych linii podmiejskich Citytrain (~25 kV 50 Hz); obecnie system zelektryfikowany kolei QR uważa się za największy na półkuli południowej;
- 1982 – podłączenie Adelajdy do normalnotorowej linii Sydney – Perth;
- 1985 – Melbourne: ukończenie czterotorowej City Loop (MURL) dla pociągów podmiejskich;
- 1986 – Perth: elektryfikacja systemu podmiejskiego (tor 1067 mm; zasilanie ~25 kV 50 Hz), system Transperth Trains;

W końcu lat 90. w niektórych stanach doszło do prywatyzacji kolei, zazwyczaj poprzez rozdzielenie infrastruktury od poddanych przetargom operatorów (np. Victoria). Nowa Południowa Walia zachowała kolej rządową.
- 2000 – otwarcie linii pod Sydney Airport;
- 2003 – otwarcie linii Alice Springs – Darwin

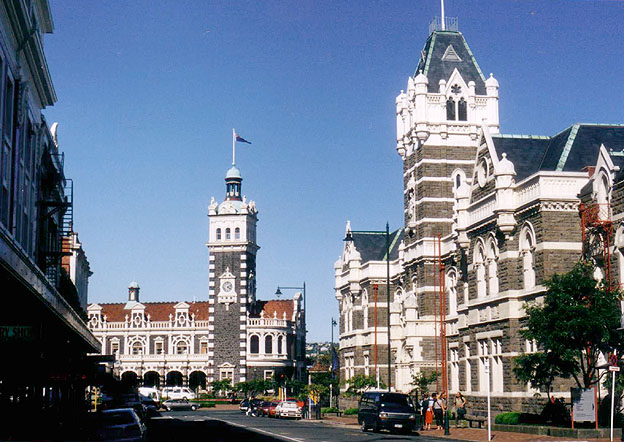
Dworzec w Dunedin z 1906 r.

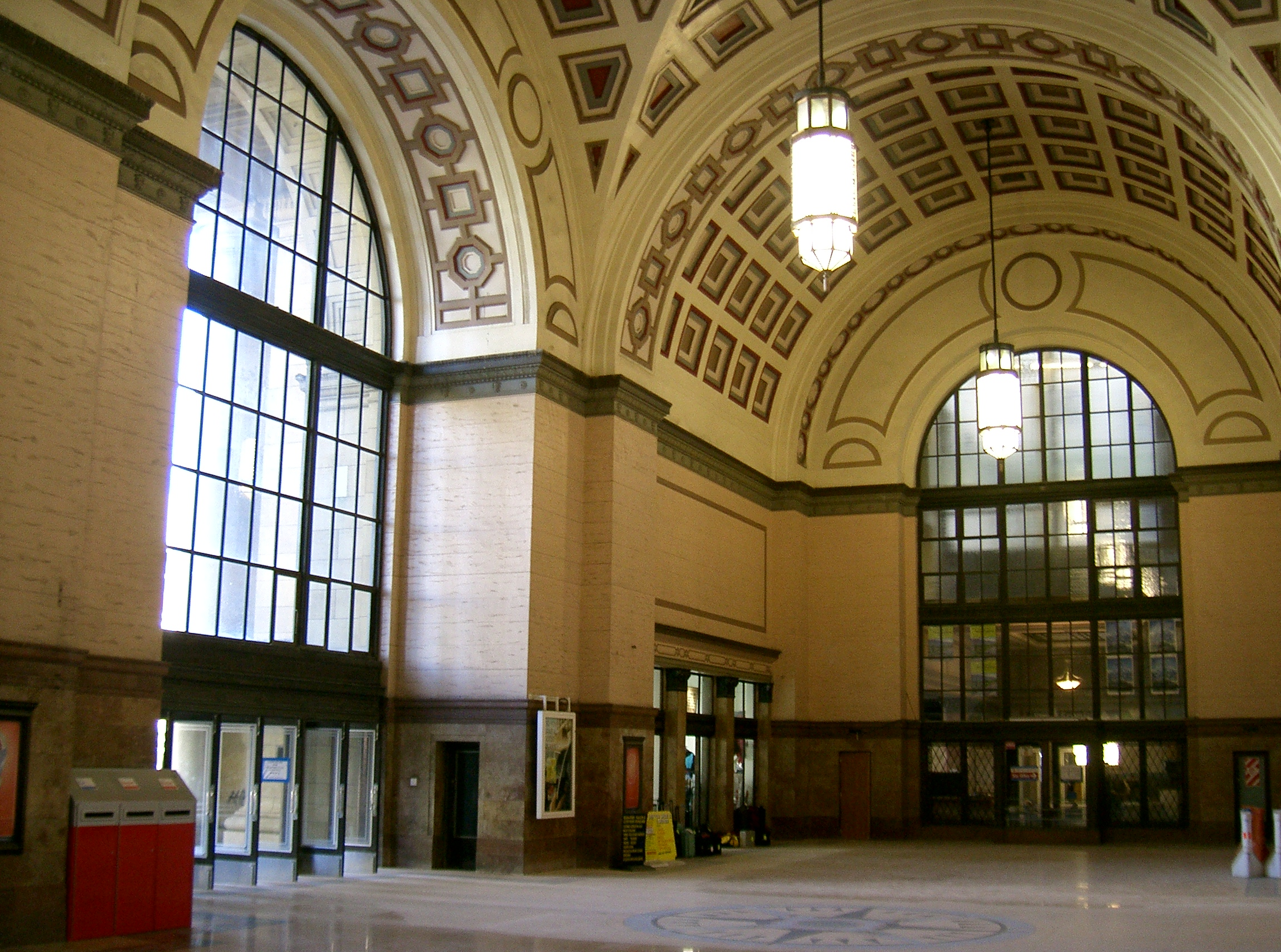
Dworzec w Wellington z 1937 r.

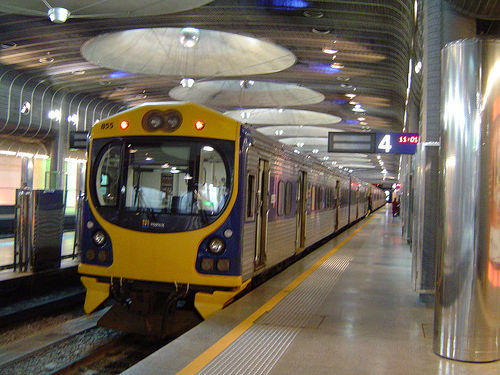
Pociąg podmiejski na dworcu Britomart w Auckland z 2003 r.

### Nowa Zelandia
- 1 XII 1863 – (S) pierwsza kolej parowa na Nowej Zelandii, między Christchurch i Ferrymead (Canterbury Provincial Rlys. (CPR)), tor „irlandzki” dla wprowadzenia taboru importowanego z Australii; linia zamknięta 1867; częściowo odtworzona 1977 jako kolej zabytkowa Ferrymead Rly.
- 1867 – (S) otwarcie linii Christchurch – Lyttelton z pierwszym tunelem kolejowym w kraju (CPR);

Parlament wprowadza jednolitą szerokość toru w całym kraju: ze względu oszczędności przy pokonywaniu gór zdecydowano się na tor 1067 mm.
- 1873 – (S) okolice Christchurch: ukończenie linii do Rakaia (tor „irlandzki”); 1876 – przekucie wszystkich linii CPR na tor 1067 mm;
- 1873 – (S) otwarcie linii na torze 1067 mm między Dunedin i Port Chalmers – pierwszej w Nowej Zelandii;
- 1873-1908 – (N) budowa North Island Main Trunk Rly. (NIMT) Auckland – Wellington; ostatnim odcinkiem była trasa górska przez „spiralę Raurimu”. Innym trudnym miejscem na linii było Rimutaka Incline, odcinek z maksymalnym nachyleniem 7,7% na długości ok. 4½ km; stosowano na nim system „Fell”, z dwugłówkową szyną ułożoną poziomo w osi toru, służącą dwóm dodatkowym poziomym kołom napędowym lokomotyw, dociskanym obustronnie do główek szyny. W 1955 otwarto tunel omijający to miejsce, a kolej z systemem „Fell” zdemontowano;
- 1875 – (S) otwarcie linii Dunedin – Invercargill; 1878 – ukończenie Main South Line między Christchurch i Dunedin; obie linie złożyły się na South Island Main Trunk Rly. (SIMT);
- 1875 – (S) ukończenie linii Christchurch – Picton (Main North Line);
- 1880 – utworzenie New Zealand Government Rlys. (NZGR), przekształconej 1981 w New Zealand Railways Corporation;
- 1881 – (S) otwarcie pierwszej linii tramwaju linowego w Dunedin (drugi system linowy na świecie po San Francisco); system zamknięto 1957;
- 1886 – (N) otwarcie Wellington and Manawatu Railway (WMR) – linii prywatnej doprowadzającej późniejszą magistralę NIMT do Wellington; upaństwowiona 1908;
- 1905 – (S) Christchurch: wprowadzenie tramwajów miejskich; jedną linię otwarto ponownie w centrum 1995 jako atrakcję turystyczną;
- 1923 – (S) otwarcie tunelu Otira na Midland Line; elektryfikacja tunelu (górna, =1500 V) została usunięta 1997;
- 1940 – (N) elektryfikacja linii Wellington – Paekakariki (część NIMT); =1500 V;
- 1952 – apogeum rozwoju sieci: 5700 km;

(S) Początkowo 11-godzinna podróż na Main South Line między Christchurch i Dunedin, została skrócona do 5 h 55 min. przed II wojną (użycie nawet trzech parowozów). W l. 60. i 70. ruch pasażerski został stopniowo ograniczony do linii aglomeracyjnych Christchurch i Dunedin i dwóch dalekobieżnych pociągów turystycznych. Ostatni pociąg The Southerner między Christchurch i Invercargill przestał kursować w 2002.
- 1988 – (N) ukończenie elektryfikacji NIMT między Palmerston North i Hamilton: ~25 kV 50 Hz;
- 1993 – prywatyzacja kolei łącznie z infrastrukturą (Tranz Rail); wobec niewywiązywania się nowego zarządu z obowiązków w 2003 r. nastąpiła zmiana przewoźnika na Toll NZ;
- 2003 – Auckland: otwarcie Britomart Centre, węzła transportu publicznego z podziemnym dworcem (zastąpił on stary dworzec z 1930 r.);
- 2004 – ponowne upaństwowienie infrastruktury: obecny administrator – ONTRACK (New Zealand Railways Corporation).